# مانويل غارسيا (رسام)
مانويل غارسيا (بالإسبانية: Manuel García y Rodríguez)‏ (و. 1863 – 1925 م) هو رسام، ورسام توضيحي إسباني، ولد في إشبيلية، توفي في إشبيلية، عن عمر يناهز 62 عاماً.

## معرض صور

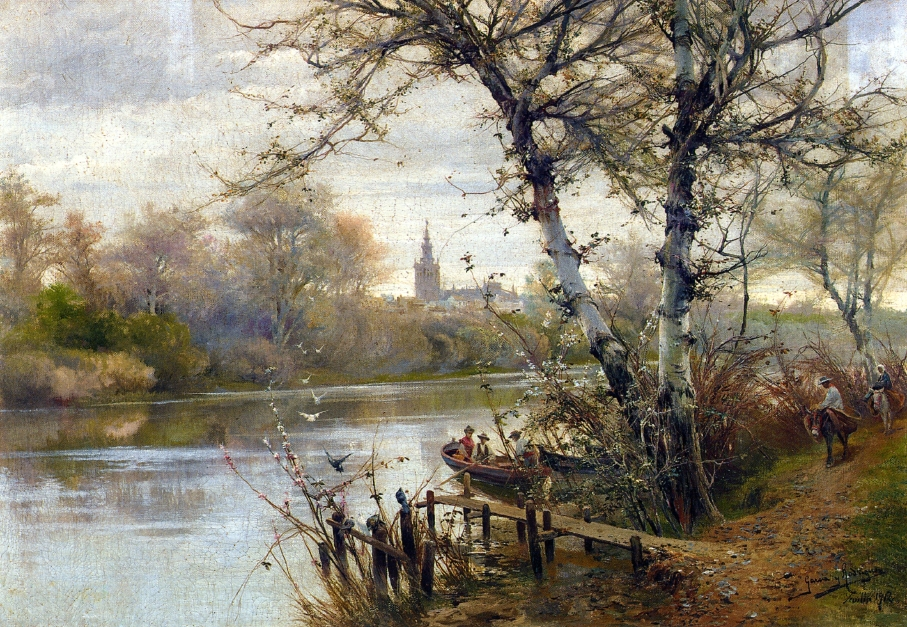
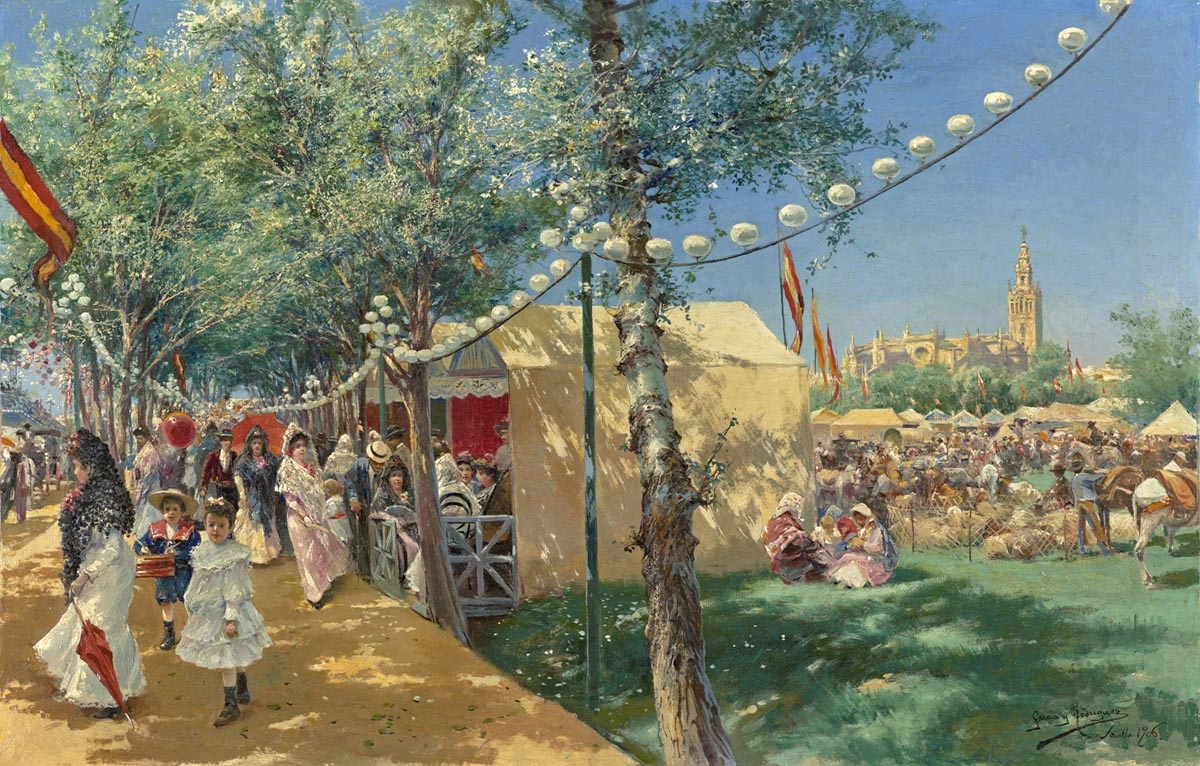
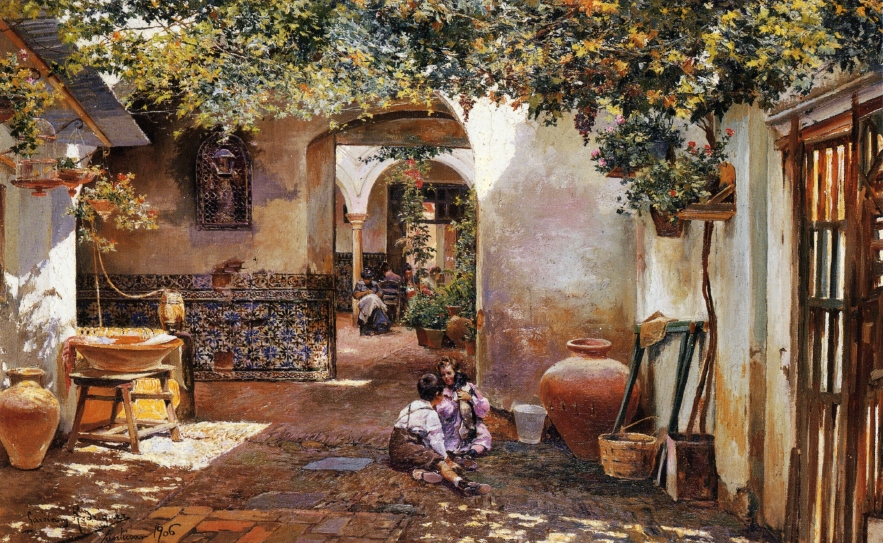
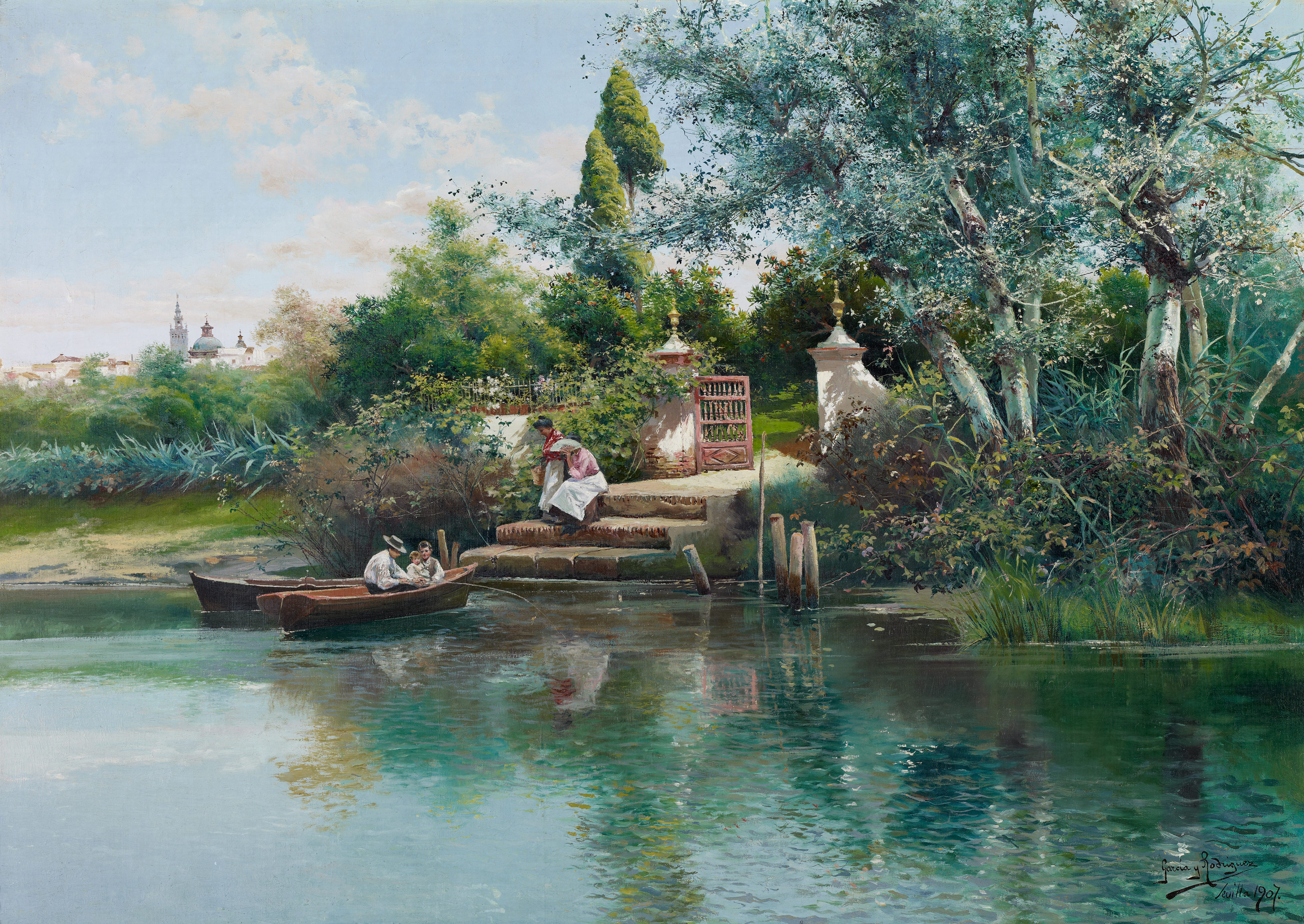

## التعليم
تعلم في Real Academia de Bellas Artes de Santa Isabel de Hungría ‏
.